# +18
+18 – debiutancki album studyjny polskiego rapera i producenta muzycznego Kubiego Producenta. Wydawnictwo ukazało się 14 czerwca 2019 roku, nakładem wytwórni muzycznej Sony Music Polska.
Nagrania uzyskały status platynowej płyty (2021). Album dotarł do piątego miejsca listy sprzedaży OLiS.

## Lista utworów
Opracowano na podstawie materiału źródłowego.
1. „Superman” (gościnnie: Żabson, Young Multi)
2. „Marlboro” (gościnnie: White 2115)
3. „Pracownik roku” (gościnnie: Kaz Bałagane)
4. „Mały świat” (gościnnie: Kizo, Major SPZ, Szpaku)
5. „Miasto” (gościnnie: Kosa, VIC)
6. „Bad boy” (gościnnie: Bateo, ReTo, Siles)
7. „Salut” (gościnnie: Alcomindz Mafia, Szopen)
8. „Kiedy byłem mały” (gościnnie: Bateo, Blacha, Kuqe)
9. „9 żyć” (gościnnie: Otsochodzi, Planbe, schafter)
10. „Nie zatrzymuj mnie” (gościnnie: Bezczel, Kaen, Ptakova)
11. „Golem” (gościnnie: Gedz, Jan-Rapowanie, Solar)
12. „Hajs” (gościnnie: Flexxy, Kuqe, Sapi Tha King)
13. „Królowie” (gościnnie: Zeamsone)
14. „Lifestyle” (gościnnie: Białas, Borixon, Malik Montana)
15. „Chemia miłości” (gościnnie: Adi Nowak, White 2115)
16. „Good Bye” (gościnnie: Coals)
17. „Pozdro” (gościnnie: Żabson, Sapi Tha King)
18. „Introdukcja”